# Lemme Rossi
Lemme Rossi († 1673) war ein italienischer Musiktheoretiker. 
Sein Hauptwerk zur Musiktheorie Sistema musico, ouero Musica speculativa doue si spiegano i più celebri sistemi di tutti i tre generi erschienen 1666 in Perugia. In dieser Arbeit erarbeitet er eine Intervallteilung der Oktave in 31 gleiche Unterintervalle und eine Instrumentenstimmung, die der Großterz-Mitteltönigkeit entspricht. 
Eine gleichtemperierte Oktavteilung in 31 Untertöne wurde unabhängig von Lemme Rossi auch von Christian Huygens (1629–1695) entwickelt. 